# Єжево-Старе
Єжево-Старе (пол. Jeżewo Stare) — село в Польщі, у гміні Тикоцин Білостоцького повіту Підляського воєводства.
Населення — 210 осіб (2011).
У 1975-1998 роках село належало до Білостоцького воєводства.

## Демографія
Демографічна структура станом на 31 березня 2011 року:
|          | Загалом | Допрацездатний вік | Працездатний вік | Постпрацездатний вік |
| -------- | ------- | ------------------ | ---------------- | -------------------- |
| Чоловіки | 103     | 21                 | 71               | 11                   |
| Жінки    | 107     | 8                  | 68               | 31                   |
| Разом    | 210     | 29                 | 139              | 42                   |